# Brian Haig
Brian Haig (* 15. März 1953) ist ein US-amerikanischer Thriller-Autor.

## Militärzeit
Haig graduierte an der United States Military Academy 1975 und wurde Leutnant. Er diente in Deutschland und drei Jahre in Fort Carson, Colorado. Nach dem Master in Harvard und weiterer Ausbildung in militärischer Strategie arbeitete er für drei Jahre als globaler Stratege in der United States Army und war für regionale Kriegspläne in Südwestasien und globale Kriegspläne gegen die Sowjetunion verantwortlich. Er war zusätzlich drei Jahre Special Assistant to the Commander-in-Chief of the United Nations Command and Combined Forces Command in Seoul. Haig beendete seine militärische Karriere als Special Assistant für den Chairman of the Joint Chiefs of Staff, John M. Shalikashvili.

## Nach der Militärzeit
Haig verließ das Militär 1997, um zunächst Direktor und später Präsident von Erickson Air-Crane zu werden. Später war er für ein Jahr Präsident der International Business Communications. Er schrieb Artikel für die New York Times, USA Today und Vanity Fair. Haig ist aktuell ein Vollzeit-Schriftsteller und arbeitet als militärischer Berater für Fox News.
Haig besitzt einen Bachelor of Science der United States Military Academy, einen Master in Public Administration von Harvard, und einen Master in Government der Georgetown University. Seine militärischen Auszeichnungen beinhalten Airborne wings und den Ranger tab, zwei Legion of Merit und die Distinguished Service Medal.
Brian Haig ist der Sohn des 4-Sterne-Generals und ehemaligen US-Außenministers Alexander Haig.

## Sean Drummond Books
- Secret Sanction. Warner Books, 2001, ISBN 0-446-52743-2.
- Mortal Allies. Warner Books, 2002, ISBN 0-446-53026-3.
- The Kingmaker. Warner Books, 2003, ISBN 0-446-53055-7.
- Private Sector. Warner Books, 2004, ISBN 0-446-53178-2.
- The President's Assassin. Warner Books, 2005, ISBN 0-446-57667-0.
- Man In The Middle. Warner Books, 2007, ISBN 0-446-53056-5.

## Weitere Bücher
- The Hunted. Grand Central Publishing, 2009, ISBN 0-446-19559-6.